# Caracas Fútbol Club (femenino)
El Caracas Fútbol Club es un equipo de fútbol profesional a nivel femenino, se encuentra ubicado en la ciudad de Caracas, Venezuela, y actualmente participa en la Superliga Venezolana, máxima división del fútbol femenino en Venezuela.
Cuenta con 7 palmarés, 5 Ligas Nacionales (anterior campeonato a la Superliga Femenina) y 2 Copas Venezolanas, además fue el primer equipo venezolano que jugó la Copa Libertadores Femenina en su primera edición de 2009.

## Historia
El equipo fue fundado originalmente el 12 de diciembre de 1967 por iniciativa de un grupo de fanáticos encabezados por José León Beracasa, Luis Ignacio Sanglade, Ángel Román, Diógenes Álvarez, Luis Abad Obregón y José Abad Obregón, reunidos en la "Quinta Rebeca" ubicada en la urbanización San Román de la ciudad de Caracas. Se creó el club ante el hecho de que no existía un equipo de fútbol en la capital con el nombre de Caracas, ya que en aquella época la mayoría de los equipos capitalinos existentes tenían nombres representativos de las colonias europeas que llegaron a Venezuela después de la Segunda Guerra Mundial, específicamente de España, Italia y Portugal. Fue así que se maduró la idea y posteriormente se registró el nombre del equipo el 27 de diciembre de 1967, el 2 de enero de 1968 se conforma la Junta Directiva de la siguiente manera: Ángel Román como Presidente, Diógenes Álvarez como Vicepresidente, Luis Abad Obregón como Secretario, José León Beracasa como Tesorero y finalmente Luis Ignacio Sanglade y José Abad Obregón como Vocales, posteriormente el registro es publicado en Gaceta Oficial el 29 de enero de 1968 (al momento de la fundación el equipo contaba con un Capital social Suscrito de Bs. 1.000) y tenían su sede administrativa en la Urbanización La Florida.

## Indumentaria
| Periodo       | Proveedor |
| ------------- | --------- |
| 2003-2009     | Runic     |
| 2009-2017     | Adidas    |
| 2018-presente | RS        |

### Evolución del uniforme

#### Titular
| 2009 | 2010 | 2011 | 2012 | 2013 | 2015 |

#### Visitante
| 2009 | 2011 | 2014 |

#### Alternativo
| 2012 | 2014 |

## Actual Directiva 2017
| Cargo             | Nombre            |
| ----------------- | ----------------- |
| Presidente        | Philip Valentiner |
| Director Técnico  | Gimino Tropiano   |
| Asistente Técnico | Heidy Acevedo     |
| Preparador Físico | Yenfre Ledezma    |
| Utilero           | Wilmer Correa     |

## Palmarés
- Liga Nacional de Fútbol Femenino de Venezuela (5): 2009, 2010, 2011, 2012, 2014.[4]

- Copa Venezuela de Fútbol Femenino (2): 2009, 2010.

## Participaciones Internacionales
El Caracas FC Femenino ha participado 6 veces en el torneo de clubes femeninos más importante de América, (Copa Libertadores de América Femenina); su mejor participación fue el subcampeonato obtenido en la edición 2014.
| Participaciones                | Edición                             |
| ------------------------------ | ----------------------------------- |
| Copa Libertadores Femenina (6) | 2009, 2010, 2011, 2012, 2014, 2023. |

### Títulos internacionales
| Competición internacional  | Títulos | Subcampeonatos |
| -------------------------- | ------- | -------------- |
| Copa Libertadores Femenina | 0       | 2014. (1)      |
| Mundial de Clubes Femenino | 0       | 0              |
|                            |         |                |

## Entrenadores
| Entrenador      | Período     |
| --------------- | ----------- |
| Gimino Tropiano | 2008 - 2024 |